# Louis Le Roy
Louis Le Roy (Coutances, 1510 circa – Parigi, 2 luglio 1577) è stato uno scrittore francese.

## Biografia
Louis (Loys, secondo l'antica grafia), che latinizzò il suo cognome in Regius, nacque a Coutances, in Normandia, da una famiglia di condizione molto modesta. La povertà, del resto, sembra averlo accompagnato per tutta la vita e averne condizionato, almeno in parte, le scelte esistenziali e intellettuali.
Dopo aver compiuto i primi studi, l'umanista e futuro vescovo di Coustances, Philippe de Cossé, gli offrì l'aiuto economico necessario per potersi trasferire a Parigi e frequentarvi prima il Collège Harcourt, riservato agli studenti normanni, e poi il Collège Royale, per apprendervi il latino e il greco dai maestri Pierre Danès (1497-1577) e Jacques Toussaint (1498-1547), entrambi allievi del grande Guillaume Budé (1468-1540).
Fu quest'ultimo, insieme al grecista Nicolas Berault (1473-1540), a raccomandare nel 1535 Le Roy al vescovo di Rieux, Jean De Pins - il cui aiuto fu fondamentale, come riconoscerà lo stesso Le Roy - e al giurista Jean de Boissonné, insegnante nell'Università di Tolosa, che Le Roy era intenzionato a frequentare. Terminato il corso quadriennale di giurisprudenza, al quale tuttavia aveva volentieri preferito privati studi umanistici, forse dopo un anno da lettore, lasciava l'Università per rientrare il 22 aprile 1540 a Parigi. Qui, il 22 agosto, moriva il Budé, e il suo vecchio protettore Philippe de Cossé lo sollecitò a scrivere una biografia dello scomparso umanista, che Le Roy completò in fretta entro l'anno, dedicandola al cancelliere di Francia Guillaume Poyet (1473-1548).
Scritta in un programmatico latino ciceroniano, la breve Vita Budaei non è tanto una biografia critica dell'umanista parigino quanto un'apologia della cultura contemporanea e un esortativo panegirico di Francesco I (1494-1547) che, nelle speranze di Le Roy, deve essere il promotore della difesa e dello sviluppo dell'umanesimo francese minacciato da una retriva avversione che ha il suo fulcro nella Facoltà di teologia della Sorbona - che vede nell'umanesimo il nemico mortale della vecchia cultura scolastica e fomento di eresie - con diramazioni nelle alte istituzioni, se è vero che il Budé, quando fu maître des requêtes, fu costretto ad allontanarsi dalla corte a causa dell'ostilità del cancelliere del tempo, il cardinale Duprat (1463-1535).
La pubblicazione del libro non passò inosservata a corte e nell'amministrazione del regno, alla quale Le Roy fu chiamato forse nel 1542, collaborando con i cancellieri Poyet e Olivier. Saranno quasi venti anni trascorsi da « cortigiano vagabondo, distratto dagli affari, ordinariamente passati vicino a grandi personaggi al loro alzarsi, andare a dormire e mangiare, senza poter studiare, tra indegnità infinite e tante traversie e disturbi che apporta la Corte, se non all'occasione ». Ma la distrazione dagli amati studi è compensata dalla possibilità di ascoltare e osservare direttamente « ceux qui negocioyent »: un'esperienza viva, inibita all'erudito chi trascorre il tempo solo studiando, e indispensabile per potersi formare una coscienza e una scienza politica.
Nel 1545 Le Roy dovette tuttavia trovare il tempo di comporre una commemorazione del figlio di Francesco I, Carlo di Valois (1522-1545), Oratio dedicata a Pierre Duchâtel vescovo di Mâcon, ma maggior gratificazione dovette ricavare dalla pubblicazione, nel 1551, dei Trois livres d'Isocrate ancien orateur et philosophe, che erano stati da lui completati fin dal 1547. Il primo libro, dedicato al delfino, consiste nella traduzione francese dell'orazione di Isocrate A Demonico, il secondo, con dedica al re Enrico II, della traduzione dell'orazione A Nicocle, e il terzo contiene le traduzioni del Nicocle di Isocrate, dell'Agesilao di Senofonte, dedicata al duca di Montmorency e del I libro della Istituzione di Ciro, ancora di Senofonte, dedicata a Edoardo VI d'Inghilterra, al quale offrì personalmente il manoscritto quando, dall'ottobre 1551 al febbraio del 1552, si trovò a Londra.
Alla morte dell'amico e funzionario reale François Conan (1508-1551), Le Roy scrisse un suo elogio che verrà prefato all'edizione dei Commentaria iuris civilis del Conan e proseguì la serie delle traduzioni dal greco, pubblicando le Olintiache e le Filippiche di Demostene, il settimo libro della Ciropedia di Senofonte, il Timeo, il Gorgia, il Fedro, il Simposio e tre libri della Repubblica di Platone, oltre a un sermone di Teodoreto di Cirro.
Il Simposio fu tradotto nei primi mesi del 1558, come Le Roy stesso rivela nella dedica al Delfino, quando si trovava ospite di Pietro Strozzi (1510-1558), appartenente alla nota famiglia fiorentina e divenuto maresciallo di Francia, dopo che qui si stabilì seguendo l'esilio del padre Filippo avversario dei Medici. E a una Medici, Caterina, dedicò la Consolatio per la morte, occorsa durante il torneo del Faubourg Saint-Antoine il 10 luglio 1559 del marito, Enrico II, al quale pochi mesi prima aveva dedicato l'orazione De pace et concordia, in occasione della pace di Cateau-Cambrésis.
Non è chiaro se Le Roy sia stato ammesso al Parlamento di Parigi, come potrebbe far ritenere la sua Oratio ad Curiam Parisiensis, nella quale egli scrive che trovarsi in quell'« amplissimo Gallorum loco ac clarissimo torius Europae concilio » è quanto di più non potesse sperare, ma poi chiede di non sostenere la prova di ammissione al Parlamento, introdotta da Enrico II nel 1547, temendo di fallirla.
Con la pubblicazione, nel 1562, dei Des differens et trobles advenans entre les hommes par la diversité des opinions en la Religion, inizia la serie di trattati politici che si prolungherà per tutto il decennio.

## Opere
- G. Budaei Parisiensis viri clarissimi vita per Ludovicum Regium Constantinum, Paris, Jean Roigny, 1540
- Ludovici Regii Constantini Oratio in funere Caroli Valesii Aureliorum Ducis, Paris, Jean Roigny, 1545
- Trois livres d'Isocrates ancien orateur et philosophe ... Oraison d'Isocrates de la manière de bien regner a Nicocles roy de Salamine en Cypre ... Livre d'Isocrates intitulé Nicocles ou le Symmachique ... Le premier Livre de l'institution de Cyrus, ou du Roy perfect, composé par Xenophon ... Oraison de Xenophon contenant les louages du tresvaillant et tressage roy de Lacedemoniens Agesilaus ... Paris, Michel de Vascosan 1551
- Le Timée de Platon ... Trois Oraisons de Demosthene prince des Orateurs, ditte Olynthiaques ... Paris, Michel de Vascosan, 1551
- Ludovici Regii Constantini de Francisco Connano, consilario, supplicumque libellorum in pretorio magistro, ac commentariis iuris civilis ab eo scriptis, tum etiam de iure Romanorum, et utrum ars iuris institui possit, Paris, Adrien Turnèbe, 1553
- Le Phedon de Platon ... L'origin, progres et perfection de la philosophie ... Discours de son estat et condition iusques à notre temps, par Loys Le Roy ... Dixiesme Livre de la Republique de Platon ... De l'âme divine et humaine, de leurs actions et affections, discours pris de Phedre de Platon, traduit de Grec en Françoys par Loys Le Roy ... Du Iugement des trepassez selon l'opinions des anciens, autre discours pris du Gorgias et traduite de Grec en Françoys par Loys Le Roy ... La remonstrance que feite Cyrus Roy des Perses ... prise de l'huitiesme livre de son institution escrite par Xenophon ... Paris, Sebastien Nyvelle, 1553
- Le Sympose de Platon, ou de l'amour et de la beauté, traduit de Grec en François, avec trois livres de Commentaires, extraictz de toute Philosophie, et recueillis des meilleurs autheurs tant Grecs que Latins, et autres, par Loys le Roy, dit Regius. Au Roy Dauphin, et à la Royne Dauphine, Paris, Iehan Longis et Robert le Mangnyer, 1558
- Ludovici Regii Constantini Selectiores aliquot Epistolae, Parisiis, apud Federicum Morellum, 1559
- Ludovici Regii Constantini Oratio ad invictissimos potentissimosque principes Henricum II Franciae et Philippum Hispaniae reges, de pace et concordia niper inter eos inita, et bello religionis christianae hostibus inferendo, Paris, Federic Morel, 1559
- Ludovici Regii Constantini ad Illistrissimam reginam D. Catharinam Medicem, Francisci II Franciae Regis incictissimi potentissimique matrem, Consolatio in morte Henrici regis eius mariti; ubi per occasionem exitus eius notabilis exponitur, quaeque antecesserunt aut consecuta sunt mirabilia narrantur, Paris, Federic Morel, 1560
- Des differens et troubles advenans entre les hommes par la diversité des opinions en la Religion: ensemble du commencement, progrez, et excellence de la Chrestienne, Paris, De l'Impremerie de Federic Morel, 1562
- Discours treselegant et tresgrave sur le grand et iadis renommé Royaume des Perses, et la nourritoure de leurs Roys, aussi sur la moderation de liberté et de servitude qu'on doit garder és Estats publics, à l'exemple desdits Perses et des Atheniens [...] Extraict du Troiseme Livre des Loix de Platon, traduit de Grec en François, par Loys Le Roy dit Regius, Paris, Federic Morel, 1562
- Des changemens, ruines, et conservations des Estats publics, avec les causes des Emotions civiles, leurs maux, et remedes. Discours de Platon extraict du troisieme de ses Loix, sur le Royaume de Perse, et la Seigneurie d'Athenes. Le tout traduit de Grec en François par Loys Le Roy dit Regius. Traitte d'Aristote touchent les changemens, ruines et conservations des Estats publics: avec les causes et remedes des Emotions civiles [...] Paris, Federic Morel, 1566
- Le Timée de Platon ... Plutarque, de la Creation de l'âme que Platon descrit dans son Timée, Paris, Abel L'Angelier, 1581